# Барон Ленгфорд

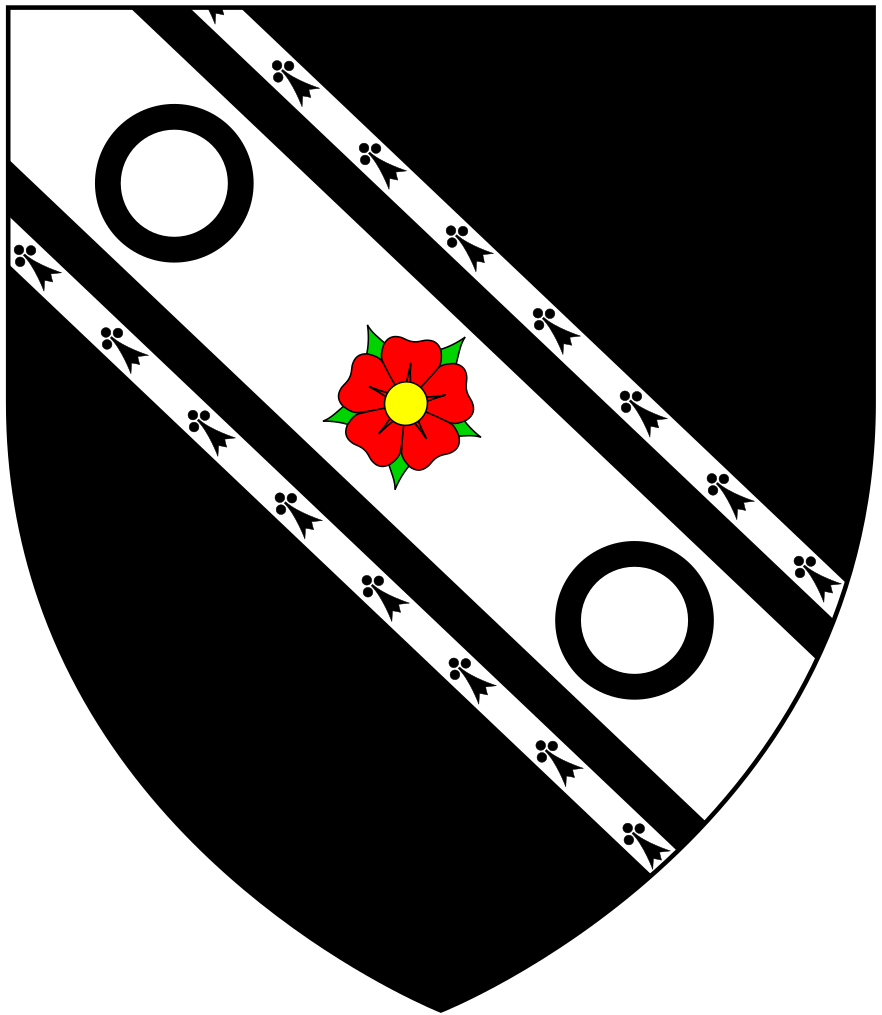
Герб баронів Ленгфорд.

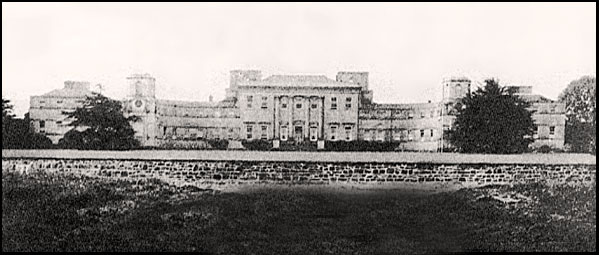
Саммерхілл-Хаус – родове гніздо баронів Ленгфорд.

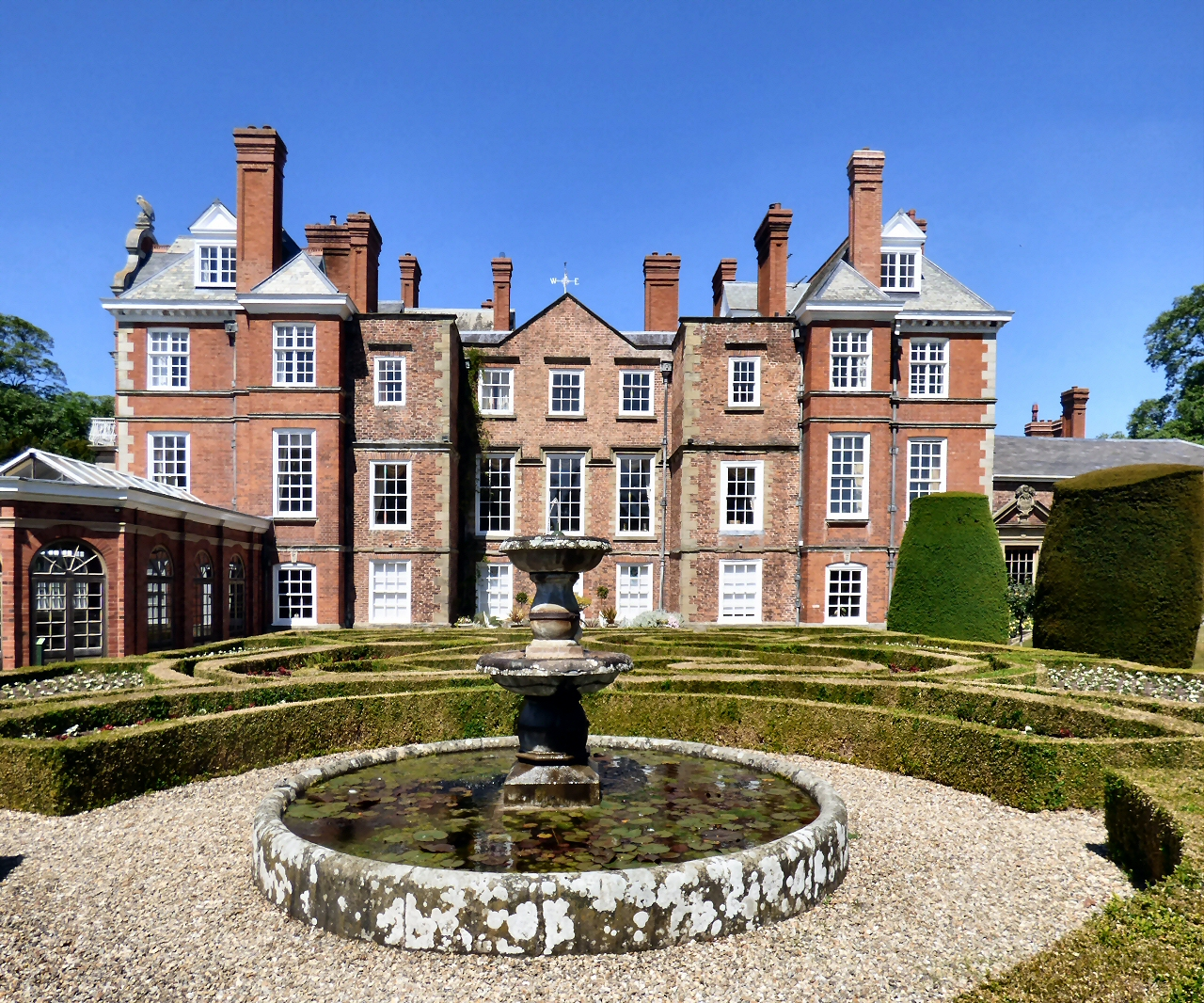
Бодргіддан-Холл – родове гніздо баронів Ленгфорд.

Барон Ленгфорд (англ. – Baron Langford) – аристократичний титул в перстві Ірландії. 

## Історія баронів Ленгфорд
Титул барон Ленгфорд з Саммерхілла, що в графстві Міт був створений в перстві Ірландії 1 липня 1800 року для Клотуорті Роулі. Він був депутатом Палати громад парламенту Ірландії і представляв Трім та графство Міт. При народженні він мав ім’я Клотуорті Тейлор. Він був сином Томаса Тейлора – І графа Бектів (його старший син отримав титул маркіза Гедфорд у 1800 році) та Джейн Роулі – дочки Геркулеса Ленгфорда Роулі та його дружини Елізабет Роулі – І віконтеси Ленгфорд (титул створений 1766 року). Титул віконтів Ленгфорд зник у 1796 році після смерті Геркулеса Роулі – ІІ віконта Ленгфорда. Клотуорті Тейлор успадкував маєтки Роулі і за дозволом корони отримав прізвище Роулі замість Тейлор. Чотири роки по тому він був нагороджений титулом барона Ленгфорд і став пером Ірландії. 
Правнук лорда Ленгфорда – IV барон Ленгфорд був депутатом Палати лордів парламенту Об’єднаного Королівства Великобританії та Ірландії як представник Ірландії в 1884 – 1919 роках. Титул успадкував його син, що став V бароном Ленгфорд. Після його ранньої смерті в 1922 році титул успадкував його дядько, що став VI бароном Ленгфорд. Титул успадкував його племінник, що став VII бароном Ленгфорд. Він помер в 1952 році, лінія перервалася. Титул успадкував його кузен (двоюрідний брат), що став VIII бароном Ленгфорд. Він був сином полковника британської армії. Геркулес Ленгфорд Бойл Роулі був другим сином ІІ барона Ленгфорд. Після його смерті в 1953 році ця лінія теж перервалася. Титул перейшов до його кузена, що став ІХ бароном Ленгфорд. Він був правнуком його ясновельможності Річарда Томаса Роулі – другого сина першого барона Ленгфорд, що прожив 105 років. На сьогодні титулом барон Ленгфорд володіє третій старший законний син ІХ барона Ленгфорд.
Родовим гніздом баронів Ленгфорд є Бодргіддан-Холл, біля Реддлана, що в графстві Денбіґшир. Але давнім родовим гніздом баронів Ленгфорд був замок Саммерхілл-Хаус біля селища Саммерхілл, що в графстві Міт, Ірландія.  

## Барони Ленгфорд (1800)
- Клотуорті Роулі (1763 – 1825) – І барон Ленгфорд
- Геркулес Ленгфорд Роулі (1795 – 1839) – ІІ барон Ленгфорд
- Веллінгтон Вільям Роберт Роулі (1824 – 1854) – ІІІ барон Ленгфорд
- Геркулес Едвард Роулі (1848 – 1919) – IV барон Ленгфорд
- Джон Геркулес Вільям Роулі (1894 – 1922) – V барон Ленгфорд
- Вільям Чембр Роулі (1849 – 1931) – VI барон Ленгфорд
- Клотворті Веллінгтон Томас Едвард Роулі (1885 – 1952) – VII барон Ленгфорд
- Артур Шолто Ленгфорд Роулі (1870 – 1953) – VIII барон Ленгфорд
- Джеффрі Олександр Роулі-Конві (1912 – 2017) – IX барон Ленгфорд
- Овейн Гренвілл Роулі-Конві (1958 р. н.) – X барон Ленгфорд

Спадкоємцем титулу є син теперішнього власника титулу його ясновельможність Томас Олександр Роулі-Конві (нар. 1987) 